# 래리 칼튼
래리 칼튼(Larry Carlton, 1948년 3월 2일~)은 미국의 재즈 음악가이다.

## 발자취

### 입문 동기
6 살 때부터 기타를 시작하여, 바니 케셀, B.B. 킹과 웨스 몽고메리, 존 콜트레인 등의 영향을 받아 14 살 때까지 슬림 에드워즈를 사사하였다. 그 무렵에 조 패스가 기타를 연주한 제럴드 윌슨 빅밴드의 《Moment Of Truth》음반을 듣고 재즈에 입문하였다.

### 첫 등장
LA 하버 칼리지('66 -'68년)와 롱 비치 주립 대학교 ('68 -'70년)에서 음악을 전공하였다. 재학 중에 남부 캘리포니아 빅 밴드 대회에서 최우수 독주자 상을 수상하였는데, 우연히 그곳에 참석하였던 해리 미첼이라는 음반 프로듀서의 제안으로 '68년에 첫 솔로 앨범 《With a little help from my friends》를 발표하였다.

### 세션 시작
'68년 'The 5th Dimension'과 순회 공연을 하였다. 임시로 마스터 세션 및 데모 작업을 함께 하면서 알게 된 사람들의 추천으로 'April/Blackwood Music Publishing'에서 한 주에 이틀 간 일을 하였다. 그 후 그들 요청으로 편곡자가 되었다.포드 모터 컴퍼니가 제작한 'The Going Thing'이라는 광고선전용 그룹에 참여함으로써 TV와 라디오 광고에 등장하였다. NBC TV에 'Lohman and Barkley show'에 출연 요청을 받고, 어린이를 대상으로 한 'Mrs. Alphabet'에서는 음악감독이 되었다. '69년 퀸시 존스가 제작한 《Hey, Hey, Hey, It's Fat Albert》(TV 만화 사운드트랙)에서는 신참 보조 연주자였다.'72년에 재즈 크루세이더스에 가입하여 앨범 《Crusaders 1》를 녹음하면서 자신의 《Singing / Playing》도 발표하였다. 크루세이더즈는 《Free As The Wind》까지 여덟 작품에 참여하고 결정지었지만, 그 활동과 병행하여 세션 연주자로서 활약은 계속되었다. '73년 'The Baked Potato' 클럽에서 색소폰 연주자인 톰 스코트 등의 협연에 우연히 참가한 것을 계기로 L.A. Express의 일원이 되어,《Tom Scott and The L.A. Express》를 녹음하였다. 조니 미첼의 《Court and Spark album》에서 일이 끝나자마자, 필 스펙터의 요청으로 존 레논의 《Rock 'n' Roll》(1986년 《Menlove Ave》에 수록되지만 공식 명단에는 없음)을 도와주었다. 빌리 조엘의 《Piano Man》은 주요 요원으로 연주하였다.'75년 존 바에즈의 《Diamonds & Rust》는 연주에 지휘와 현악 편곡도 담당하였다. '76년 스틸리 댄이 발표한 《The Royal Scam》의 'Kid Charlemagne'에서 솔로 연주는 2008년 롤링 스톤이 선정한 역대 가장 위대한 기타 곡 목록에서 80위에 기록되었다.'77년 크루세이더즈를 탈퇴하고 본격적인 솔로 활동을 시작하였다. 이듬해 '78년 제프 포카로와 함께, 때로는 노래도 한 명작인 《Larry Carlton》(〈Room 335〉는 당시 기타리스트 지망생들에게 큰 영향을 주었다), '79년 마이클 잭슨의 《Off the Wall》에 수록곡 〈She's Out of My Life〉작업은 퀸시 존스의 부탁으로 실현되었다. '81년 마이크 포스트와 공동 작업한 《Hill Street Blues》(TV 영화 사운드트랙) 주제곡은 빌보드 핫 100 순위에서 10위를 기록하고, 24회 그래미 최우수 팝 연주상을 수상하였다. '84년 TV 연속물《Who's the Boss》(1984-1992)는 주제곡을 작곡하였으며,《Against All Odds》(영화 사운드트랙)는 미셸 콜롱비에와 공동 프로듀서로 작업하였다.

### 전성기
'86년에 발매된 모두 어쿠스틱 악기로만 연주한 《Discovery》의 수록곡이자 싱글인 〈Minute by Minute〉(마이클 맥도널드 작곡)의 재해석으로 '87년 그래미 최우수 팝 연주 부문을 수상하였다. '86년《Last Nite》실황과 '89년《On Solid Ground》은 그래미 최우수 재즈 퓨전 연주 부문 후보에 올랐다.
 '88년 개봉한 영화 《Scrooged》에서는 마일스 데이비스 등과 카메오 출연하고, 공동 녹음도 하였다.

### GRP 시대
'90년 GRP 레코드에서 MCA에서 발매하여 칼튼의 성공작들 모아 디지털로 믹싱한 《Collection Vol. 1》 모음집이 나왔다. '92년 팝 성향의 《Kid Gloves》는 처음으로 어쿠스틱과 일렉트릭 요소의 결합을 시도하였다. '93 ~ 94년, 스탠리 클락, 빌리 코브햄, 데론 존슨, 내지와 순회 공연을 하였다.(93년 7월 3일, 그리크 극장에서 공연이.Epic에서 《Stanley
Clark and Friends Live at the Greek》로 음반화되었다.) 하모니카 연주자 테리 맥밀런이 참여하여 내슈빌에서 처음 녹음한 6곡이 수록된 《Renegade Gentleman》과 '95년 리 릿나워와 《Larry & Lee》를 잇따라 발표하였다. '96년 이지 리스닝 느낌의 《The Gift》는 매카트니 & 레논 작품인 〈Things We Said Today〉가 포함되었다. '97년 《Collection Vol. 2》 모음집을 끝으로 워너 브라더스 레코드로 옮긴다.

### 새로운 도전과 투어
'98년부터 리 릿나워의 후임으로 포플레이에 가입하여 녹음과 투어를 진행하고 있었다. 또한 '98년과 '01년에는 스티브 루카서(토토)와 스페셜 프로젝트에서 세계 순회 공연을 감행한다. '99년에는 '98년 11월에 오사카 블루 노트에서 열린 실황을 수록한 앨범 《No Substitutions: Live in Osaka》를 출시하였다. 2000년 《Fingerprints》는 마이클 맥도널드가 객원으로 노래하고, 칼튼은 시퀀싱 작업도 맡았다. 할리우드 록 워크에 핸드 프린트를 새기는 명예의 거리에 선정되는 등 스타 음악가의 지위를 공고히 하였다. 2003년에 출시한 《Sapphire Blue》는 10년만의 블루스 프로젝트로 기타와 브라스가 두드러져 기분 좋은 사운드로 새로운 팬들을 확보하였다.

### 독립
2006년에 자신의 매니저와 음반사 '335 Records'를 설립하였다. 가스펠 가수 미셸 필러의 《I Hear Angels Calling》, 70년대 중반 'Donte’s Supper Club'에서 다수의 연주를 하고, 뉴욕의 레스 폴 생일 잔치에서 협연한 인연으로 팬이 되어 공연한 로벤 포드와의 도쿄 실황을 발매하였다. 2008년에는, 올스타 재즈 관현악단과 함께 타이의 푸미폰 아둔야뎃 왕의 80 살 생일 축하 및 즉위를 기념하여 위촉된 《The Jazz King》을 내놓았다. 2009년에 스틸리 댄의 미국 여름 순회 공연 중 뉴욕, 로스엔젤레스, 시카고에서의 7개의 쇼에서 객원 연주자로 참여하였다. 2010년 2월, 솔로 활동에 전념하기 위해 포플레이를 탈퇴하였다. 6월에 발매된 《Take Your Pick》는 깁슨사를 통해 소개받은 B'z의 마쓰모토 다카히로와의 작품으로 53회 그래미 최우수 팝 연주 앨범상을 받았다. 10월에는 블루노트 도쿄에서의 공연 모습을 담은 DVD도 출시하였다. 2011년,《Plays the Sound of Philadelphia》는 60 ~ 70년대 소울/알앤비 인기곡들을 모은 케니 갬블과 레온 허프 작사/곡 팀에 대한 헌정 음반이었다.

## 사고
1988년 4월 6일, 할리우드 힐스 녹음실에서 작업하고 있을 당시, 문이 약간 열리는 상태에서 저먼 셰퍼드 개 한 마리와 두 십대 소년이 가볍게 뛰는 모습이 보였다. 칼튼이 사무실 문을 닫으려고 갔을 때, 소년 한 명이 멈추고 그의 목을 향하여 총을 발포하였다. 바로 의식을 잃었다. 10 걸음 정도를 걸었고, 마루에 드러누웠다. "오 하느님, 나의 죄를 용서해 주세요. 집에 갑시다" 솔직히 곧 죽는다고 생각하였다. 살아 남아 운이 좋았다. 하지만, 고도의 신경장애로 괴로워하였다. 목동맥이 절단되었고 1 개의 성대를 잃었다. 또한 왼손 손가락이 완전히 움직이지 못하게 되어 버렸다. 그러나 그는 단념하지 않았다. 다시 기타를 손에 넣을 수 있을 것이라고 믿어 대수술을 받고 열심히 재활훈련에 임하여 그 해 12월에 복귀 콘서트를 열었다.